# Kara Koyunlu
Los Kara Koyunlu o Qara Qoyunlu, también llamados los turcos de ovejas negras (Azeri: Qaraqoyunlular persa: قرا قویونلو), fueron una confederación tribal chií Azeri–turca oguz que gobernó sobre el territorio comprendido en lo que hoy es Armenia, República de Azerbaiyán, Azerbaiyán Meridional, Irán occidental, Turquía oriental e Irak desde alrededor de 1375 hasta 1468. Jahan Shah, el gobernante de la oveja negra, escribió poemas en Idioma azerí.
El Idioma azerí era el idioma de la corte, el ejército y la poesía, mientras que el persa se usaba para la poesía y los registros oficiales.
La familia gobernante provenía de la tribu Yıwa de los turcos Oghuz, especialmente los Baharlus, quienes en el siglo XIV poseían tierras al norte del lago Van y en Mosul en la Alta Mesopotamia. Además de Baharlu, las tribus que componían Kara Koyunlu eran tribus turcas de habla azerbaiyana como Saadlu, Karamanlu, Alpaut, Dukharlu, Jagirlu, Hajilu, Agaceri. Según Faruk Sümer, la tribu Kara Koyunlu era sin duda una subtribu (oba). Los Oghuz y Minorsky afirman que esta subtribu pertenecía a los Yiwa probablemente sea correcta.

## Establecimiento de la confederación
La confederación surgió de los elementos turcomanos empujados hacia el este por las invasiones mongolas. La familia reinante pertenecía al clan oguz Ivä.
Los turcomanos Kara Koyunlu primero establecieron su capital en Herāt en Persia oriental. El segundo representante de la dinastía, Qara Muhammad Turemish, se convirtió en vasallo de la dinastía yalayírida de Bagdad y Tabriz desde aproximadamente 1375 cuando el líder de su tribu principal gobernaba Mosul. Su hijo, Qara Yusuf, acabó por rebelarse contra los yalayíridas y logró la independencia de la dinastía gracias a la conquista de Tabriz. El núcleo de su poder estaba en los territorios al norte de los lagos Urmía y de Van, desde donde extendieron su dominio a Azerbaiyán y parte de la Anatolia oriental.
En 1400, los ejércitos del emir Tamerlán derrotaron a los Kara Koyunlu y Qara Yusuf huyó a Egipto para refugiarse con los mamelucos. Reunió un ejército y para 1406 había recuperado Tabriz. Qara Yusuf fue acogido por el jeque Mahmud, el nāʾib de Damasco. Poco después, el sultán jalayirí Ahmad Jalayir también llegó a Damasco. No queriendo empeorar las relaciones con Timur, An-Nasir Faraj aceptó capturar a Qara Yusuf y Ahmad Jalayir y entregárselos. Juntos en prisión, los dos líderes renovaron su amistad, llegando al acuerdo de que Ahmad Jalayir se quedaría con Bagdad mientras que Qara Yusuf tendría Azerbaiyán. Ahmad también adoptó al hijo de Qara Yusuf, Pirbudag. Cuando Timur murió en 1405, an-Nasir Faraj liberó a ambos. Sin embargo, según Faruk Sümer, fueron liberados por orden del wali rebelde de Damasco, Sheykh Mahmud.
A partir de entonces, la confederación se dedicó principalmente a enfrentarse a sus rivales los turcomanos del Ak Koyunlu («Carnero Blanco») —con centro en Diyarbakır—, los georgianos, los sahs de Shirván en el Cáucaso y sus soberanos teóricos, los timúridas de Persia occidental.
Qara Yusuf, tras regresar del exilio, obligó al gobernador de Timur de Van, Izzaddin Shir, a someterse, al tiempo que capturaba a Altamış, otro virrey establecido por Timur, y lo enviaba a Barquq. Más tarde se trasladó a los territorios de Azerbaiyán. Derrotó a la Timúrida Abu Bakr en la Batalla de Najicheván el 14 de octubre de 1406 y reocupó Tabriz. Abu Bakr y su padre Miran Shah intentaron reconquistar Azerbaiyán, pero el 20 de abril de 1408, Qara Yusuf les infligió una derrota decisiva en la batalla de Sardrud en la que Miran Shah murió. En el otoño de 1409, Qara Yusuf entró en Tabriz y envió una partida de incursión a Shirvan, especialmente Shaki, que fue infructuosa.
En 1410, los Kara Koyunlu capturaron Bagdad. El establecimiento allí de una rama de la dinastía de la confederación  Qara Qoyunlu en esta aceleró la caída de los yalayíridas, a los habían servido en el pasado. A pesar de la luchas internas entre los descendientes de Qara Yusuf después de su muerte en 1420 y de la creciente amenaza de los timúridas, los turcomanos del Kara Koyunlu mantuvieron firmemente el dominio sobre las regiones que controlaban. Tras la muerte de Qara Yusuf en diciembre de 1420, Shah Rukh intentó arrebatar Azerbaiyán al hijo de Qara Yusuf Iskander, aprovechando que ninguno de sus hijos acompañaba a su padre. A pesar de derrotar a Iskander, dos veces en 1420-21 y 1429, sólo en la tercera expedición de Shahrukh Mirza, en 1434-35, los timúridas tuvieron éxito, cuando confió el gobierno al propio hermano de Iskander, Jahan Shah (1436-1467) como su vasallo. En 1436 obtuvo la ayuda de Shah Rukh para derrotar a Iskander y hacerse con el trono. También fue adoptado por Gawhar Shad y coronado el 19 de abril de 1438, tomando el epíteto de Muzaffar al-Din.

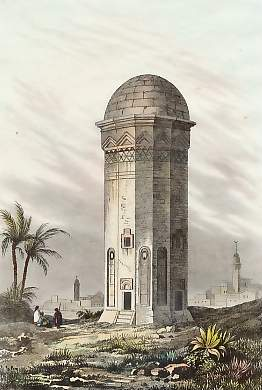
Mausoleo de los emires turcomanos, pintura de 1838.

El establecimiento de la confederación en Persia occidental e Irak, favorecido por el poblamiento turcomano en la región que acabó convirtiendo Arran en culturalmente turco, marcó el fin del dominio iljánida y evidenció la incapacidad de los timúridas para dominar estas zonas.
Debido a los errores de su predecesor, el timúrida Shah Rukh, fue el primero en convocar una fiesta en palacio. Trajeron a los timúridas a la capital. Pero entró en guerra con sus enemigos, los Aq Qoyunlular. Jahanshah Haqiqi murió en la batalla de Mus. Qara Qoyunlu fue casi destruido. Esta vez Hasanali Mirza llegó al poder, pero fue asesinado por Uzun Hasan y el estado Qara Qoyunlu se derrumbó.

## Jahān Shāh y el fin de la confederación
Aunque Jahan Shah firmó la paz con el timúrida Shāh Ruj Mirzā, el pacto fue efímero. Cuando Shāh Ruj murió en 1447, los turcomanos del Kara Koyunlu se anexionaron parte de Irak, de la costa oriental de la península arábiga y del Irán oriental hasta entonces controlado por los timúridas.
Aunque el territorio dominado por la confederación creció considerablemente durante su gobierno, el reinado de Jahān Shāh estuvo lleno de tribulaciones por las rebeliones de sus hijos y los conflictos con los gobernantes de Bagdad —que gozaban de amplia autonomía—, a los que expulsó en 1464.

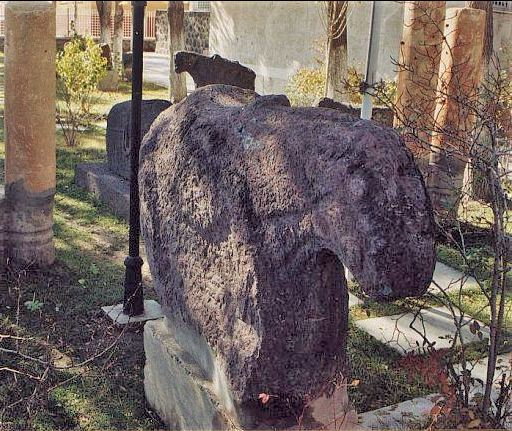
Una estatua con cabeza de oveja en Karakoyunlu, Iğdır.

En 1466, Jahān Shāh intentó tomar Diyarbakır a los turcomanos del Ak Koyunlu. La empresa se convirtió en un fracaso catastrófico que dio como resultado la muerte de Jahān Shāh y el fin del control de los turcomanos del Carnero Negro del Oriente Próximo. En 1468, los turcomanos Ak Koyunlu —entonces en su apogeo durante el reinado de Uzún Hasán (1452-1467)— habían debelado a los Kara Koyunlu y conquistado Irak, Azerbaiyán y el oeste de Irán. El hijo de Jahān Shāh, Hasan Ali, regresó del exilio para suceder a su padre pero, incapaz de hacerse con la fidelidad de las tropas, murió asesinado en 1468, lo que puso fin a la dinastía.

## Lista de soberanos (Bey) de la confederación tribal turcomana de Kara Koyunlu
- Bairam Khoja (1374 - 1378);
- Qara Muhammad Turemish (1378 - 1388), sobrino del anterior;
- Abu Nasr Qara Yusuf Nuyan bin Qara Muhammad Barani (1388 - 1399), hijo del anterior;

El emir Tamerlán invade Kara Koyunlu (1400 - 1405);
- Abu Nasr Qara Yusuf Nuyan bin Qara Muhammad Barani (1405 - 1420), restaurado;
- Qara Iskander bin Yusuf (1420 - 1436), hijo del anterior;
- Ispend bin Yusuf (1420 - 1445), hijo de Qara Yusuf;
- Muzaffar-al-Din Jahān Shāh bin Yusuf (1436 - 1467), hijo de Qara Yusuf;
- Hasan ’Ali bin Jahān Shāh (1467 - 1468).